# Đánh hơi

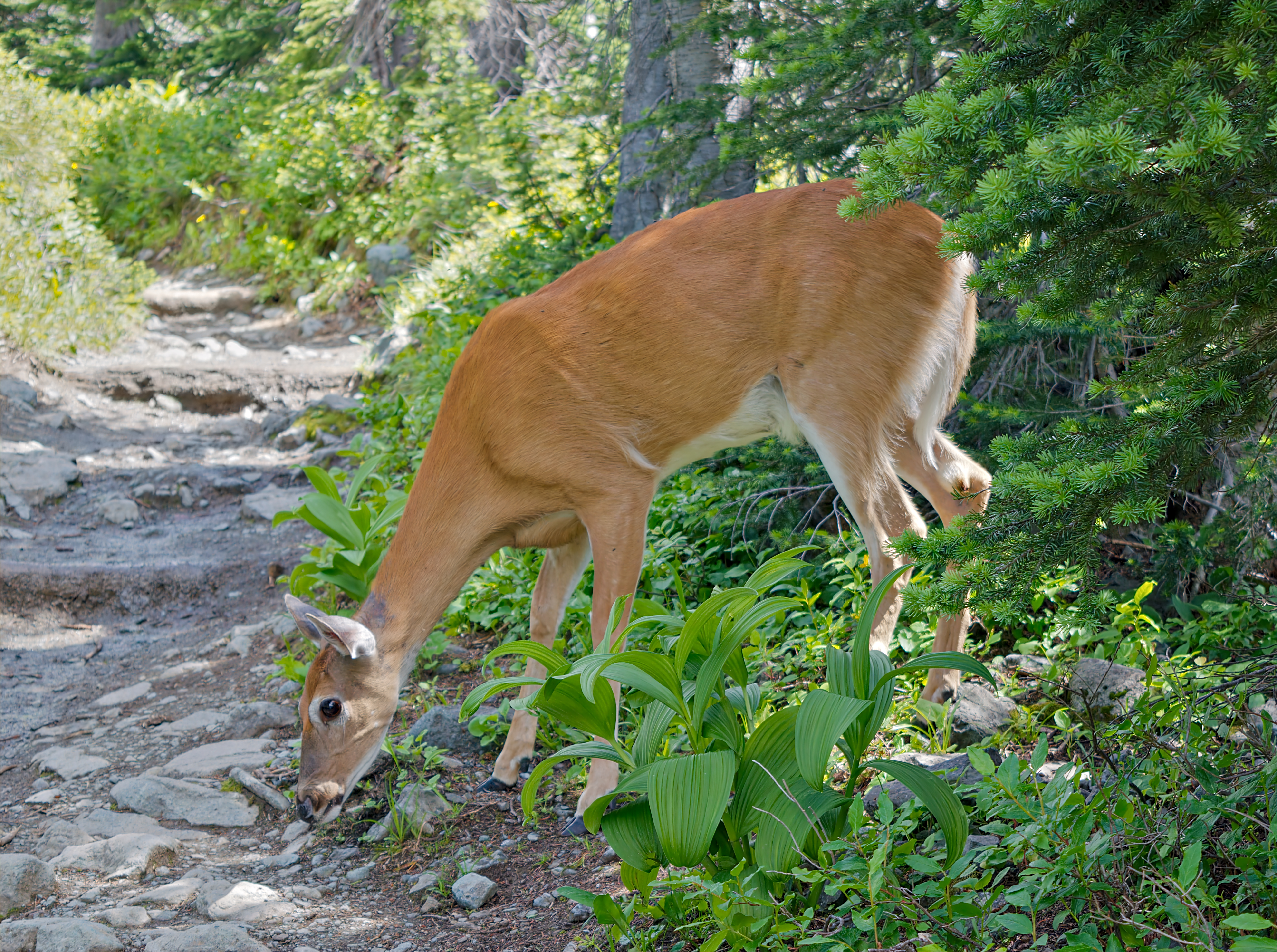
Một con hươu duôi trắng đang đánh hơi để cảm nhận môi trường và tình hình

Đánh hơi (Sniffing) hay ngửi mùi là một hành vi liên quan đến nhận thức, được định nghĩa là việc lấy mẫu, cảm nhận, thu thập thông tin có ích từ mùi thông qua khoang mũi (hành vi ngửi) cho mục đích thu thập và đánh giá thông tin bên ngoài, kiểm tra, xác định hoàn cảnh môi trường. Hành vi đánh hơi được ghi nhận trong tất cả các động vật có xương sống trên cạn, thường được xác định dựa trên những thay đổi về tần số và/hoặc biên độ hô hấp và thường được nghiên cứu trong bối cảnh hành vi hướng theo dấu mùi (nghe mùi) và nhiệm vụ nhận thức khứu giác của não bộ cho thấy sự nhạy mùi, bén hơi.

## Đại cương
Hành vi ngửi để đánh hơi (gọi là ngửi mùi, ngửi hơi) được định lượng bằng cách đo áp suất trong mũi (mũi căng phồng lên) hoặc lưu lượng không khí vào tăng cao khi hô hấp (khi hít sâu), hay thu nhập các phần tử mùi vương lại trên bề mặt hoặc bay trong không khí. Chiến lược đánh hơi hành vi khác nhau tùy thuộc vào động vật, với động vật nhỏ (chuột nhắt, chuột cống, chuột đồng) hiển thị tần số đánh hơi từ 4 đến 12 Hz nhưng động vật lớn hơn (như người) đánh hơi ở tần số thấp hơn nhiều, thường nhỏ hơn 2 Hz. Có các hành vi đánh hơi và bằng chứng cho mạch "khứu giác" trong não tồn tại.
Trong đó nhận thức hoặc kỳ vọng về mùi có thể kích hoạt trung tâm hô hấp não để cho phép điều chỉnh tần số và biên độ đánh hơi và do đó thu được thông tin về mùi. Đánh hơi tương tự như các hành vi lấy mẫu kích thích khác, bao gồm cả việc quan sát trực quan ở một khoảng cách đủ để cảm nhận mùi (khịt khịt, hít hà), chủ động chạm ngửi (ví dụ như việc sục sạo ở chó săn) và cảm nhận bằng râu, ria ở động vật nhỏ (rung râu). Đánh hơi không điển hình đã được báo cáo trong các trường hợp rối loạn thần kinh, đặc biệt là những rối loạn đặc trưng bởi chức năng vận động bị suy giảm và nhận thức khứu giác.

## Ở động vật

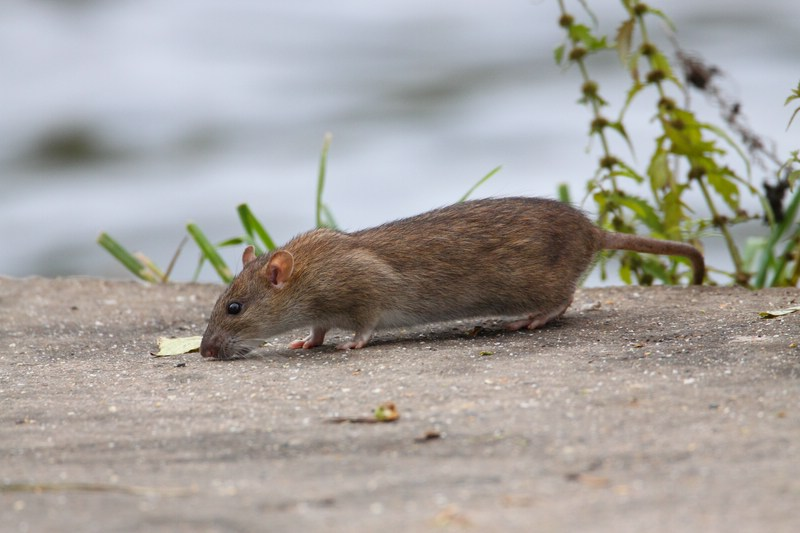
Một con chuột đang đánh hơi, chúng là loài có khứu giác nhạy bén

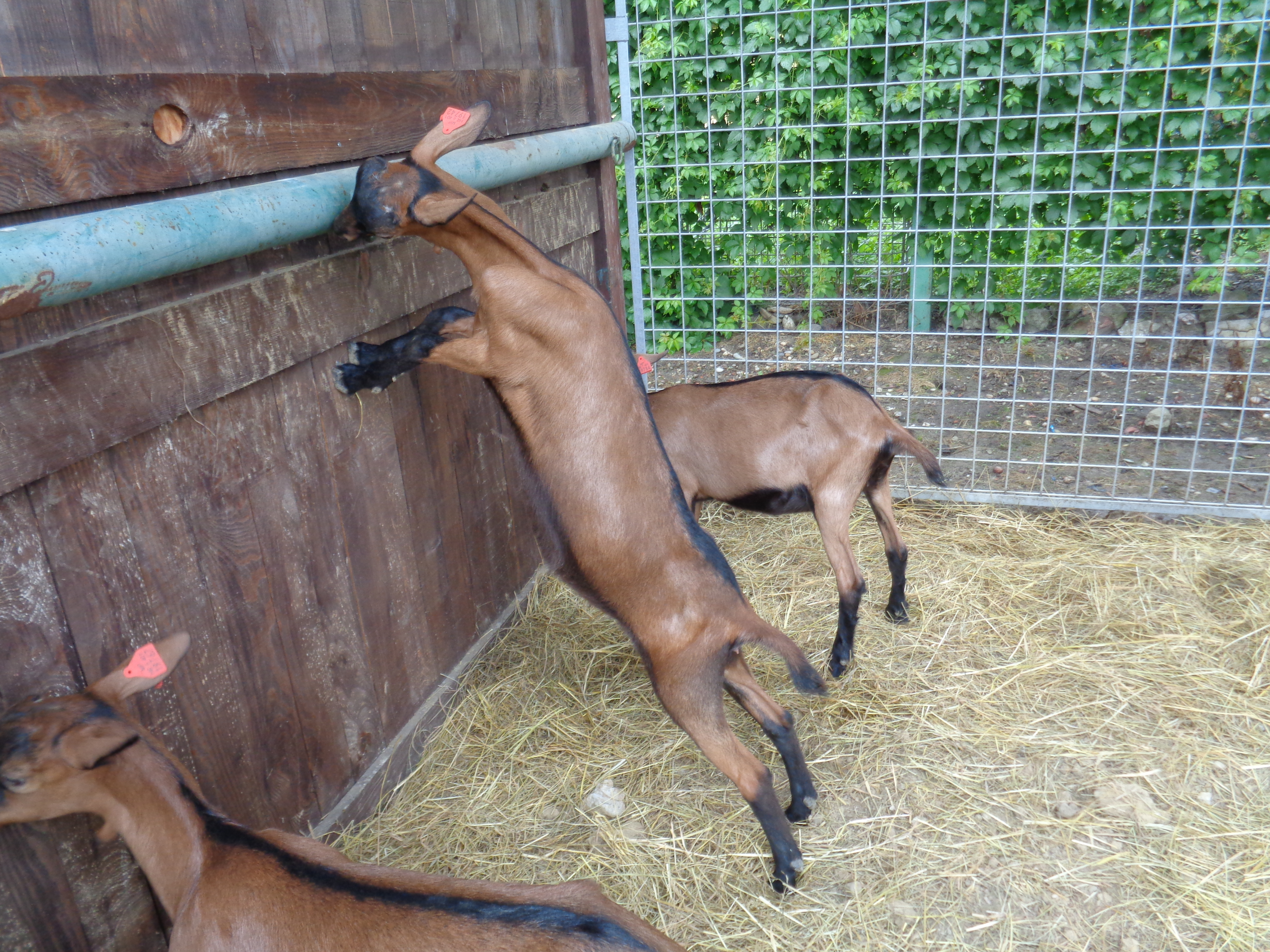
Một con dê bị nhốt đang cố ngửi mùi bằng cách chạm mũi vào bề mặt

Nghiên cứu được công bố sớm nhất về hành vi đánh hơi ở động vật nhỏ được thực hiện trên chuột trong phòng thí nghiệm bằng các biện pháp dựa trên video. Trong nghiên cứu này, những thay đổi mạnh mẽ về tần số hô hấp đã được báo cáo xảy ra trong quá trình khám phá một không gian mở và mùi mới lạ. Hô hấp khi nghỉ xảy ra ~ 2 lần/giây (Hz) và tăng lên khoảng 12 Hz được ghi nhận trong các trạng thái thăm dò và kích thích. Sự chuyển đổi tương tự về tần số đánh hơi được quan sát thấy ở những con chuột tự do khám phá, tuy nhiên, duy trì tần số đánh hơi nói chung cao hơn chuột (3 [phần còn lại] đến 15 Hz [thăm dò] so với 2 đến 12 Hz).
Sự chuyển đổi trong tần số đánh hơi được quan sát thấy ở động vật thực hiện các nhiệm vụ dò mùi. Các nghiên cứu ghi lại việc đánh hơi trong bối cảnh của các nhiệm vụ dẫn mùi liên quan đến việc cấy cảm biến nhiệt độ và áp suất nội sọ vào khoang mũi của động vật và đo các phản ứng định hướng mùi (ngửi nhanh) hoặc ngửi sâu trong khi thực hiện các nhiệm vụ hướng dẫn mùi. Đáng chú ý, một số nghiên cứu đã báo cáo rằng điều chế tần số đánh hơi có thể cũng rất ổn trong bối cảnh dự đoán lấy mẫu mùi như trong khi lấy mẫu. Những thay đổi tương tự về tần số đánh hơi thậm chí còn được nhìn thấy ở động vật được thể hiện với các kích thích thính giác mới cho thấy mối quan hệ giữa đánh hơi và kích thích.
Mặc dù việc đánh hơi thường được cho là chỉ xảy ra ở động vật trên cạn, nhưng loài gặm nhấm bán thủy sinh (ví dụ như loài chuột nước Mỹ) cũng thể hiện hành vi đánh hơi trong các nhiệm vụ hướng mùi dưới nước. Loài chuột chù thì hít hít vào một lượng nhỏ không khí một cách chính xác và phối hợp trong khi theo dõi dấu vết mùi dưới nước. Điều này xảy ra thông qua việc hít không khí trên mặt đất, để cho phép không khí bay hơi mùi trong một môi trường nếu không có không khí. Các phép đo đánh hơi đồng thời với các biện pháp sinh lý từ các trung tâm khứu giác trong não đã cung cấp thông tin về cách đánh hơi điều chỉnh việc tiếp cận và xử lý mùi ở cấp độ thần kinh. Hít vào hay hít phải là sự cần thiết cho đầu vào của thu thập mùi để chuyển thông tin lên não xử lý. Hơn nữa, mùi hương  đầu vào qua não được liên kết tạm thời với chu kỳ hô hấp, với những cơn hoạt động xảy ra với mỗi lần hít vào.
Đánh hơi còn là một trong những cách thức phòng vệ của động vật, từ việc đánh hơi, xác định mùi vị, những động vật là con mồi sẽ xác định được mối hiểm nguy thông qua tập tính cảnh giác của chúng, linh dương là những con mồi có khứu giác rất nhạy do đó chỉ cần đánh hơi đúng hướng gió là có thể phát hiện nguy hiểm để chạy trốn ngay tức thì. Trái ngược thì Trâu rừng châu Á bản tính vốn rất kỵ và rất ghét hổ nên hễ thấy mùi hổ là trâu liền giậm chân, lồng lộn lên và cuồng loạn lạ thường khi mà trâu rừng đánh hơi được chỗ hổ đang rình rập thì nó thường lao tới các loài trâu rừng có xu hướng loại bỏ mối nguy hiểm thay vì trốn tránh. Ở một số loài săn mồi, đánh hơi là một trong những cách thức để tìm mồi, ví dụ như giống chó đánh hơi, hoặc rắn là loài có cái lưỡi chẻ thụt thò được sử dụng với vai trò cơ quan để "nếm" và "đánh hơi" (rắn thường thè lưỡi vào không khí để nếm các phân tử khí để phân tích ngoại cảnh), tương tự là các loài bò sát thuộc họ kỳ đà.